# H. 브루스 험버스톤
H. 브루스 험버스톤(H. Bruce Humberstone, 1901년 11월 18일 ~ 1984년 10월 11일)은 미국의 영화 감독, 배우, 영화 프로듀서이다.
버펄로에서 태어났으며 우들랜드힐스에서 사망하였다. 할리우드 포에버 공동묘지에 매장되었다.

## 영화
- 타잔의 격투 (1958년)
- 타잔과 잃어버린 탐험대 (1957년)
- 사막의 노래 (1953년)
- 쓰리 리틀 걸스 인 블루 (1946년)
- 원더 맨 (1945년)
- 핀 업 걸 (1944년)
- 헬로우 프리스코, 헬로우 (1943년)
- 리비아 상륙작전 (1942년)
- 아이슬란드 (1942년)
- 선 밸리 세레나데 (1941년)
- 찰리 찬 앳 더 올림픽 (1937년)
- 정글의 왕 (1933년)